# Монтерей-Парк-Тракт (Каліфорнія)
Монтерей-Парк-Тракт (англ. Monterey Park Tract) — переписна місцевість (CDP) в США, в окрузі Станіслаус штату Каліфорнія. Населення — 164 особи (2020).

## Географія
Монтерей-Парк-Тракт розташований за координатами 37°31′37″ пн. ш. 121°0′41″ зх. д. / 37.52694° пн. ш. 121.01139° зх. д. (37.526814, -121.011487).  За даними Бюро перепису населення США в 2010 році переписна місцевість мала площу 0,12 км², уся площа — суходіл.

## Демографія
Згідно з переписом 2010 року, у переписній місцевості мешкали 133 особи в 35 домогосподарствах у складі 28 родин. Густота населення становила 1087 осіб/км².  Було 42 помешкання (343/км²).
Расовий склад населення:
| - 57,9 % — білих - 12,8 % — чорних або афроамериканців - 28,6 % — осіб інших рас |

До двох чи більше рас належало 0,8 %. Частка іспаномовних становила 84,2 % від усіх жителів.
За віковим діапазоном населення розподілялося таким чином: 34,6 % — особи молодші 18 років, 55,6 % — особи у віці 18—64 років, 9,8 % — особи у віці 65 років та старші. Медіана віку мешканця становила 26,6 року. На 100 осіб жіночої статі у переписній місцевості припадало 90,0 чоловіків;  на 100 жінок у віці від 18 років та старших — 97,7 чоловіків також старших 18 років.
Цивільне працевлаштоване населення становило 24 особи. Основні галузі зайнятості: будівництво — 58,3 %, сільське господарство, лісництво, риболовля — 41,7 %.